# Dave Heineman
Pour les articles homonymes, voir Heineman.
Pour les articles homonymes, voir Heineman.
David Eugene Heineman, dit Dave Heineman, né le 12 mai 1948 à Falls City (Nebraska), est un homme politique américain, membre du Parti républicain et gouverneur du Nebraska de 2005 à 2015. Il est auparavant lieutenant-gouverneur du Nebraska de 2001 à 2005, remplaçant Mike Johanns au gouvernorat après sa nomination comme secrétaire à l'Agriculture des États-Unis par le président George W. Bush.

## Biographie

### Enfance et études
David Heineman grandit dans la partie orientale du Nebraska, faisant ses études secondaires à Wahoo. Il sort diplômé de l'Académie militaire de West Point en 1970 et sert dans l'armée américaine jusqu'en 1975 au rang de capitaine.

### Premiers mandats politiques
Élu au conseil municipal de Fremont en 1990, Dave Heineman est trésorier de l'État à partir de 1994. En octobre 2001, il est nommé lieutenant-gouverneur par le gouverneur Mike Johanns, en remplacement du démissionnaire David Maurstad, poste auquel il est confirmé par les électeurs en 2002. Le 20 janvier 2005, il devient gouverneur, Mike Johanns étant nommé secrétaire à l'Agriculture dans l'administration du président George W. Bush.

### Gouverneur du Nebraska

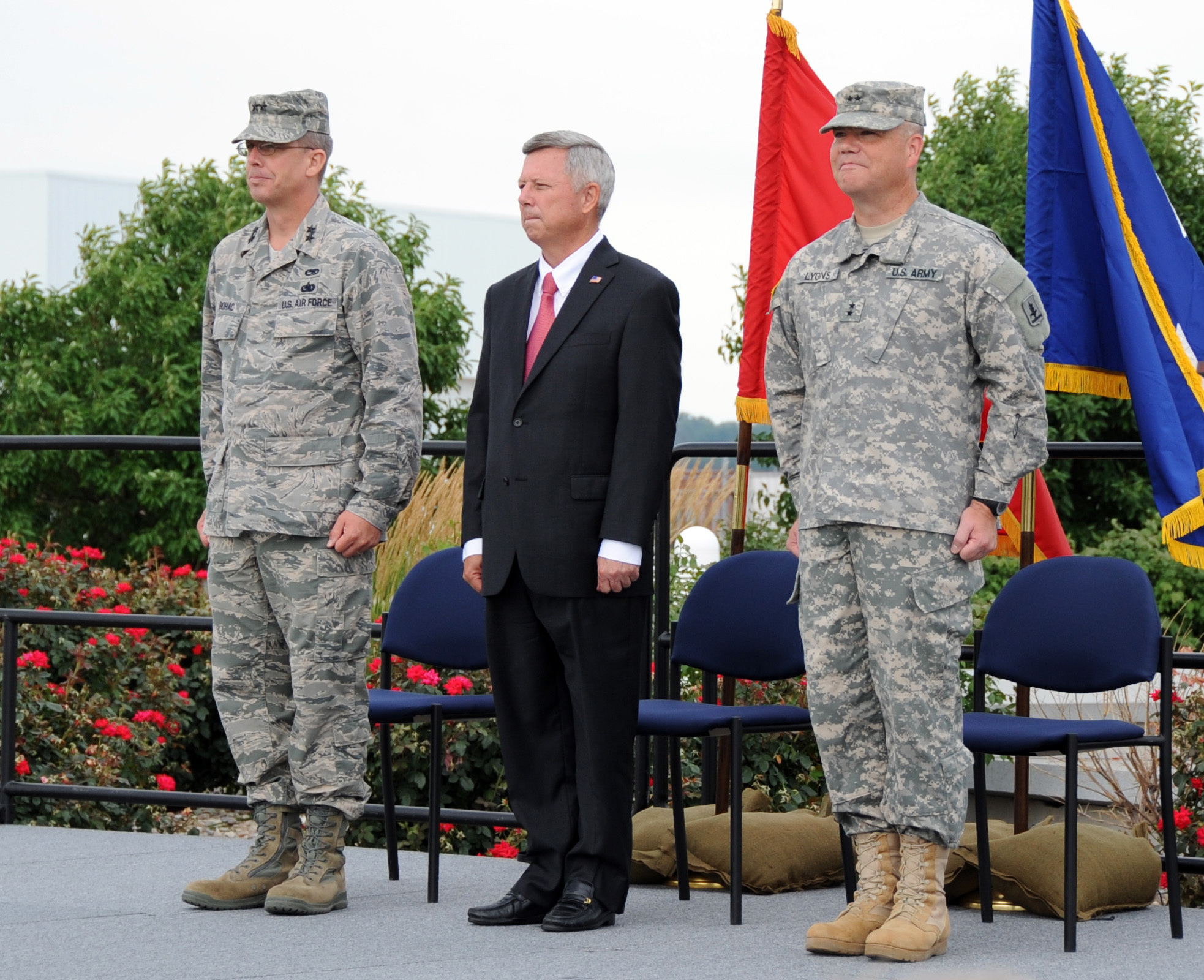
Dave Heineman à Lincoln, en 2013.

En décembre 2005, Dave Heineman est le quatorzième gouverneur le plus populaire du pays avec un taux d'approbation de son action de 63 % selon un sondage SurveyUSA portant sur 600 résidents de chaque État.
Le 11 avril 2006, il annonce son intention de concourir pour le poste de gouverneur lors des élections de novembre, recevant le soutien du sénateur Chuck Hagel. Néanmoins, il est mis en difficulté lors des primaires républicaines par le représentant fédéral Tom Osborne (en). Il l'emporte cependant avec 49 % des suffrages contre 45 % à Osborne grâce aux voix républicaines des ruralités du Nebraska, contre celles des républicains d'Omaha et de Lincoln. Le 7 novembre 2006, il est triomphalement élu pour un mandat complet de gouverneur avec 74 % des suffrages, contre 24 % au candidat démocrate David Hahn.
Quatre ans plus tard, il remporte un nouveau mandat lors des élections du 2 novembre 2010 avec un score équivalent à celui de 2006. En juin 2011, il devient le premier gouverneur en fonction à apporter son soutien à Mitt Romney en vue des primaires présidentielles de 2012. Il ne peut se représenter pour un troisième mandat lors des élections de novembre 2014 qui voient la victoire du républicain Pete Ricketts qui succède à Heineman le 8 janvier 2015. Ses mandats sont marqués par des baisses d'impôts, la défense du secteur agraire et de l'oléoduc Keystone via les prairies mixtes des Sand Hills du Nebraska, ainsi que la restriction de l'accès à l'avortement.